# Mão (voleibolista)
 Tiago Gatiboni Wesz (Ijuí, 12 de fevereiro de 1989) é um voleibolista indoor brasileiro, atuante na posição de  Ponta, com marca de alcance de 334 cm no ataque e320cm no bloqueio,  que atuando pelas categorias de base da Seleção Brasileira conquistou a medalha de prata no Campeonato Sul-Americano Juvenil de 2008 no Brasil e foi medalhista de ouro no Campeonato Mundial Juvenil de 2009 realizado na Índia e na categoria adulto disputou duas edições da Copa Pan-Americana, sendo semifinalista nos anos de 2010 e 2012.

## Carreira
Mão embora juvenil jogou pelo On Line/São Leopoldo na temporada 2006-07 terminando na oitava colocação da Superliga Brasileira A 2006-07.Contratado pelo Fátima/UCS/Multisul para disputar as competições da jornada  de 2007-08, encerrando na nona posição na edição da Superliga Brasileira A 2007-08.
Recebeu em 2008 convocação para Seleção Brasileira para representá-la categoria de juvenil, época que disputou o Campeonato Sul-Americano sediado em Poços de Caldas-Brasil e conquistou o vice-campeonato e no ano seguinte nesta categoria de base da Seleção Brasileira disputou o Campeonato Mundial realizado em Pune-Índia, conquistando a medalha de ouro foi o camisa#3 da equipe e ocupou a vigésima oitava posição entre os melhores pontuadores com 63 pontos também foi listado como décimo oitavo melhor atacante, trigésimo sexto melhor bloqueador, trigésimo nono melhor sacador da competição e ainda foi o décimo sétimo melhor defensor de toda competição
O Sada/Betim o contratou para reforçar a equipe nas competições 2008-09, conquistando por este clube o título do Campeonato Mineiro de 2008 e conquistou o bronze na Superliga Brasileira A 2008-09.Mão foi contratado pelo Lupo /Náutico/Let´s na temporada 2009-10, terminando na quinta colocação no Campeonato Paulista de 2009  e  a décima quarta posição na Superliga correspondente a esta temporada.Foi convocado para Seleção de Novos em 2010 e disputou a Copa Pan-Americana neste ano e foi finalista da edição, mas encerrou na quarta colocação.
Reforçou o Medley/Campinas na jornada 2010-11, sagrando vice-campeão paulista de 2011, obteve o ouro nos Jogos Abertos do Interior e dos Jogos Regionais, ambos em 2011 e  disputou a Superliga Brasileira A 2010-11 avançando as quartas de final e encerrando na oitava posição.
Renovou contrato com o  Medley/Campinas para atuar nas disputas do período 2011-12 e novamente foi vice-campeão paulista em 2011 e na Superliga Brasileira A 2011-12, nesta competição finalizou na sexta colocação  e foi o décimo colocado entre os melhores atacantes.
Em 2012 passou a jogar pelo Sesi-SP, conquistando por este o título da Copa São Paulo em 2012 e o ouro no Campeonato Paulista deste mesmo ano e foi bronze na Superliga Brasileira A 2012-13.
Novamente foi convocado para Seleção de Novos em 2012, disputou sua segunda participação em edições da Copa Pan-Americana realizada em Santo Domingo, outra vez terminou na quarta colocação geral. Em 2013 foi novamente convocado para Seleção de Novos.
Renovou com este clube para as competições 2013-14, conquistando o bicampeonato do Campeonato Paulista em 2013 e foi vice-campeão da Copa Brasil de 2014 realizada em  Maringá, PR e foi vice-campeão na edição da Copa Brasil de 2014  na cidade Maringá; já na Superliga Brasileira A 2013-14 classificou-se para a final desta edição e  finalizou com o vice-campeonato.
Permaneceu no Sesi-SP para a jornada esportiva 2014-15 e foi vice-campeão do Campeonato Paulista em 2014 e vice-campeão no mesmo ano da Copa São Paulo; na Superliga Brasileira A 2014-15 finalizou com vice-campeonato, e na Copa Brasil de 2015 em Campinas finalizou na nona colocação.
Após temporadas pelo Sesi-SP, ele foi contratado na temporada 2015-16 pelo Voleisul/Paquetá Esportes conquistando o bronze no Campeonato Gaúcho de 2015 e finalizou na décima colocação na Superliga Brasileira A 2015-16, registrando 258 pontos, destes 226 de ataques, vinte e quatro de bloqueios e oito de saques; e foi semifinalista na Copa Brasil 2016 em Campinas, não havendo disputar pelo bronze terminou em terceiro lugar.
Concluiu em 2016 o curso de Administração de Empresas pela Unip inciado em 2014.Foi anunciado como um dos reforços para as competições do período esportivo 2016-17 do Minas Tênis Clube.
Foi contratado pelo time romeno CS Arcada Galați para a temporada de 2018-19.

## Títulos e resultados
- Copa Pan-Americana:2010[3], 2012[3]
- Copa Brasil:2014[3][18]
- Copa Brasil:2016[3]
- Superliga Brasileira A:2013-14[19], 2014-15[22]
- Superliga Brasileira A:2008-09[3],2010-11[3], 2012-13[3]
- Campeonato Gaúcho:2015[24]
- Campeonato Mineiro:2008[3]
- Campeonato Paulista:2012[3], 2013[3]
- Campeonato Paulista:2010[3], 2011[3], 2014[20]
- Copa São Paulo:2012[3]
- Copa São Paulo:2014[21]

## Premiações individuais
- 10º Melhor Atacante da Superliga Brasileira A 2011-12[3]